# Mesochorus olitorius
Mesochorus olitorius là một loài tò vò trong họ Ichneumonidae.